# Priority-Air-Transport-Flug 528
Der Priority-Air-Transport-Flug 528 (PAT528) war ein Flug der Nationalgarde von Florida vom Hurlburt Field in Florida zur Naval Air Station Oceana in Virginia, auf dem am 3. März 2001 bei Unadilla, Georgia, ein Flugzeug vom Typ Shorts C-23B+ Sherpa abstürzte. Bei dem Unfall kamen alle 21 Personen an Bord ums Leben. Unmittelbare Unfallursache war ein Kontrollverlust, zu dem es kam, weil der Kapitän während des Fluges die Toilette aufsuchte.

## Flugzeug
Bei der betroffenen Maschine handelte es sich um ein militärisches Zubringerflugzeug vom Typ Shorts C-23B+ Sherpa aus britischer Produktion. Diese spezielle Ausführung vereint bauliche Spezifika der beiden Typen Shorts 330 und Shorts 360 und kann damit als hybride Variante dieser beiden Modelle gelten. Die Maschine absolvierte im Jahr 1984 ihren Erstflug und wurde am 20. Dezember 1985 mit dem Luftfahrzeugkennzeichen N375MQ und der Werksnummer SH3684 als ziviles Zubringerflugzeug vom Typ Shorts 360 an die für American Eagle fliegende Simmons Airlines ausgeliefert. Im November 1993 ging die Maschine in die Flotte der puerto-ricanischen American-Eagle-Betreiberin Executive Airlines über. Am 7. Februar 1997 ging die Maschine an den Hersteller zurück und wurde anschließend aufwändig zur Militärmaschine umgebaut. Dabei wurde, wie bei der Version C-23B+ Sherpa üblich, neben der Umrüstung auf eine militärische Konfiguration das einfache Seitenleitwerk und der hintere Rumpfteil der Shorts 360 durch das Doppelleitwerk und das Laderampenheck der Shorts 330-UTT ersetzt. Der gestreckte Rumpf, das Identifikationsmerkmal der Shorts 360, blieb dabei erhalten. Im Januar 1998 wurde das Flugzeug mit der neuen Werksnummer SH3420 als Militärmaschine vom Typ Shorts C-23B+ Sherpa an die Nationalgarde Floridas ausgeliefert. Das zweimotorige Zubringerflugzeug war mit zwei Turboprop-Triebwerken des Typs Pratt & Whitney Canada PT6A-45R ausgestattet.

## Unfallhergang

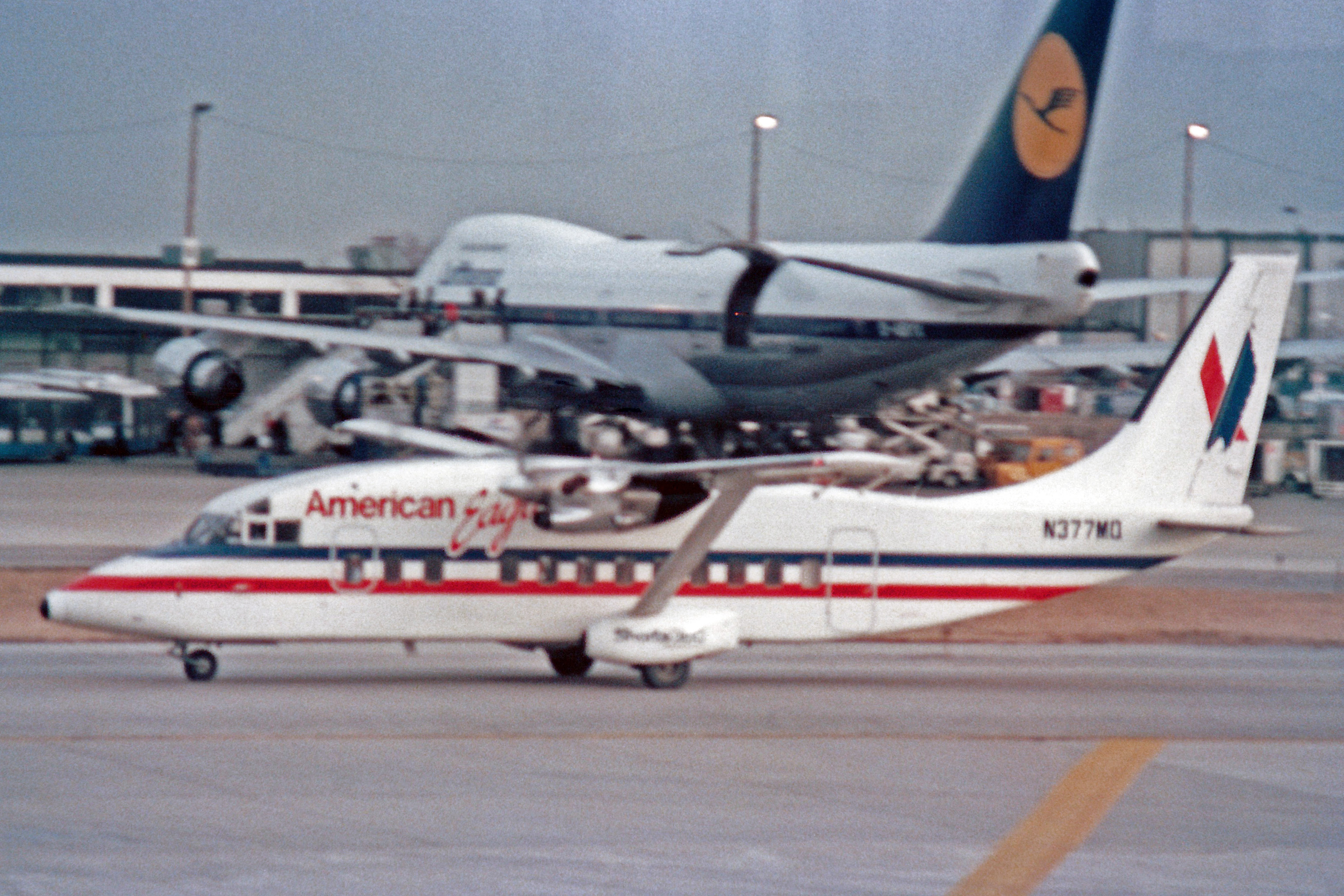
Eine Shorts 360 der Simmons Airlines, entsprechend der erstausgelieferten Version der Maschine

Der Priority-Air-Flug 528 war am Morgen des 3. März vom Hurlburt Field in Florida gestartet und sollte zur Naval Air Station Oceana im Bundesstaat Virginia fliegen. Den Flug hatten 18 Soldaten eines Wartungs- und Instandsetzungstrupps der Nationalgarde von Virginia angetreten, zudem waren drei Besatzungsmitglieder an Bord, die der Nationalgarde Floridas angehörten. Als die Maschine sich im Luftraum von Georgia befand, erhob sich der Kapitän aus seinem Sitz und ging nach hinten zur Bordtoilette. Die Maschine durchflog zu diesem Zeitpunkt ein Gebiet, in dem heftige Turbulenzen herrschten. Während der Kapitän nach hinten ging, erhöhte sich langsam der Anstellwinkel der Maschine, bis die Flugzeugnase plötzlich schlagartig nach unten gerissen wurde. Innerhalb von drei Sekunden stieg die Maschine mit nach unten gerichteter Nase um mehr als 100 Fuß (ca. 30 Meter) und wurde anschließend durch einen Scherwind erfasst, der dreimal stärker war als das, was als extreme Turbulenz betrachtet wird. Innerhalb der ersten zwölf Sekunden des Kontrollverlustes wirkten derartige g-Kräfte auf die Maschine ein, dass Passagiere und Besatzung handlungsunfähig waren, anschließend brach das Flugzeug durch das Überschreiten der Belastungsgrenzen auseinander und stürzte bei Unadilla zu Boden.

## Ursache
Der Unfall wurde durch das Collateral Investigation Board (CIB) der US Army untersucht. Bei der Untersuchung wurde festgestellt, dass die Maschine mit einer äußerst ungünstigen Gewichtsverteilung gestartet war. Durch den Gang des Kapitäns zur Bordtoilette habe sich die Gewichtsverteilung der Maschine dann so verändert, dass es zu einem Kontrollverlust kam, aus dem die Maschine nicht mehr abgefangen werden konnte, zumal sie kurz darauf in schwere Turbulenzen geriet.
Wie außerdem festgestellt wurde, war die Stromversorgung des  Wetterradars der Maschine unzureichend. Dadurch war die Besatzung in ihrer Möglichkeit, das Unwetter zu umfliegen, deutlich eingeschränkt.